# De schat van Scharlaken Rackham

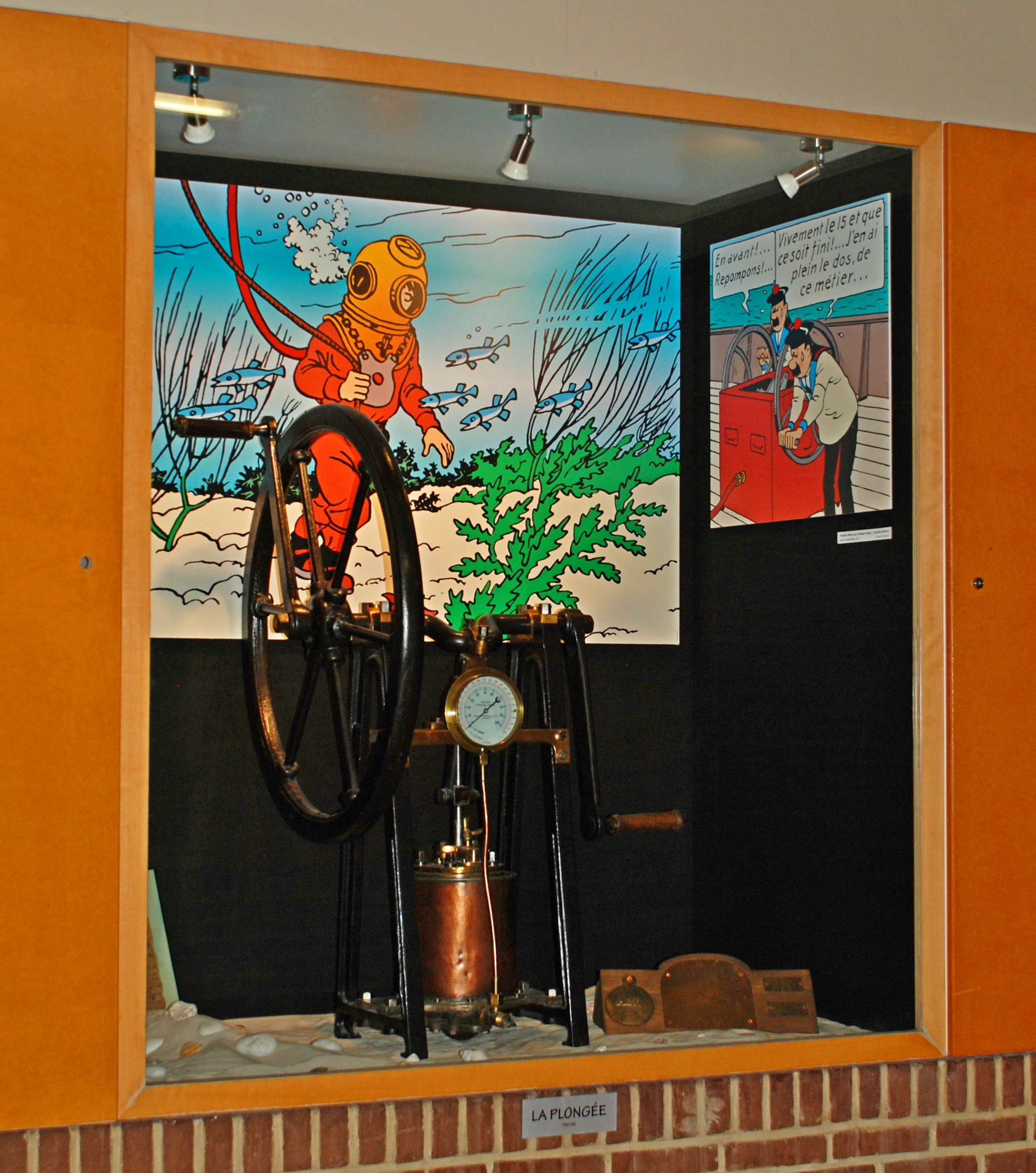
Kuifje als duikillustratie in de gangen van een Belgisch sportcentrum, met afbeeldingen uit De Schat van Scharlaken Rckham

De schat van Scharlaken Rackham (originele titel Le Trésor de Rackham le Rouge) is het twaalfde album uit de reeks Kuifjestrips, geschreven en getekend door de Belgische tekenaar Hergé (1907-1983). Het is een vervolg op Het geheim van de Eenhoorn. Het verhaal verscheen voor het eerst van 19 februari tot en met 23 september 1943 in het Franstalige, Belgische dagblad Le Soir. De eerste Nederlandse vertaling verscheen in 1947. In dit verhaal gaan Kuifje en kapitein Haddock op zoek naar de schat van Haddocks voorvader ridder Hadoque, die hem op een verafgelegen eiland verborgen zou hebben.

## Bekende personages die geïntroduceerd worden
- Professor Zonnebloem wordt in dit verhaal geïntroduceerd, al wordt hij hier nog niet als professor betiteld. Zonnebloem werd hierna een van de hoofdpersonages in de stripreeks.

## Verhaal
Kuifje en Haddock zijn bezig met de voorbereidingen van de reis naar het eiland waar de schat begraven zou liggen. Ze hebben daarvoor de Sirius, het schip van Haddocks vriend Chester, geleend. De voorbereidingen zorgen er al snel voor dat het nieuws van de op handen zijnde schattenjacht uitlekt en in de krant komt te staan. Al snel staat er een leger charlatans voor Kuifjes deur: allen beweren erfgenaam van de zeerover Scharlaken Rackham te zijn en dus recht te hebben op een deel van de schat. Een van de bezoekers blijkt niet uit op de schat. Hij stelt zich voor als Trifonius Zonnebloem en biedt aan om een door hem gebouwde duikboot ter beschikking te stellen, om tijdens het zoeken naar het wrak te kunnen duiken zonder door haaien aangevallen te worden. Kuifje en Haddock voelen niets voor het apparaat. Ze slagen er niet in om dit de uitvinder duidelijk te maken, omdat die hen door zijn doofheid voortdurend verkeerd begrijpt.
Na de laatste voorbereidingen vertrekt de Sirius. De detectives Jansen en Janssen gaan ook mee aan boord, vanwege het vermeende grote veiligheidsrisico: Kuifjes oude vijand Maximus Vogel, die (in het vorige album) ook achter de schat van de Eenhoorn aanzat, is uit de gevangenis ontsnapt en is de avond voor vertrek bij het schip  Sirius in de buurt gezien. Onderweg gebeuren er inderdaad vreemde dingen: er verdwijnt eten uit de kombuis en als Haddock op een avond een kist vol whisky wil openen, treft hij enkel plaatijzer aan in de kist. De verstekeling blijkt uiteindelijk professor Zonnebloem te zijn, die zijn gedemonteerde duikboot aan boord heeft gesmokkeld. Haddock is woedend omdat Zonnebloem de flessen whisky heeft vervangen door de onderdelen.
Het eiland wordt met enige moeite gevonden, omdat kapitein Haddocks voorvader de meridiaan van Parijs gebruikte, in plaats van die van Greenwich. Het eiland blijkt onbewoond, al worden er sporen van vroegere bewoners gevonden: een speer, wat botten en een afgodsbeeld dat Haddocks voorvader lijkt voor te stellen. Het lijkt echter waarschijnlijker dat de schat bij het wrak in zee ligt. Voor de kust van het eiland gaat Kuifje in Zonnebloems haaienduikboot op zoek. De duikboot beschikt over een speciale capsule waarmee onder water signaalrook kan worden geproduceerd en hiermee wordt het wrak gevonden.
Kuifje ontdekt in het wrak een kistje, maar dit wordt opgegeten door een haai. De haai wordt door Kuifje uitgeschakeld en aan boord gehaald, waarna hij wordt opengesneden. In de kist blijken enkel documenten te zitten. Andere duikpogingen leveren een entersabel en een gouden kruis op, en een lading rum. Er wordt een expeditie op het eiland ondernomen als Zonnebloem bij toeval een groot kruis op het eiland ontdekt, daar opgericht door Haddocks voorvader. Kuifje herinnert zich de vermelding van het "Kruis van de Adelaar" op het perkament. Het graven levert echter niets op. Ten slotte wordt het boegbeeld van de Eenhoorn opgedoken, waarna het gezelschap besluit terug te keren naar huis.
De expeditie levert echter nog een verrassing op. Zonnebloem maakt uit de opgedoken documenten op dat Haddocks voorvader het kasteel Molensloot, dat tot voor kort van de gebroeders Vogel was en nu te koop staat, van de Franse koning kreeg. Zonnebloem, die na de expeditie zijn duikboot aan de regering heeft verkocht, biedt aan om het kasteel voor de kapitein te kopen, aangezien het Haddock in feite toebehoort. In de oude opslagkelder van de gebroeders Vogel ontdekt Kuifje een beeld van Johannes de evangelist met een kruis in de hand, waarop hij zich herinnert dat het symbool van de evangelist een adelaar is. Aan de voet van het beeld staat een wereldbol, waarop het eiland staat afgebeeld. Door op het eiland te drukken gaat de bol open, en die blijkt de schat te bevatten; Hadoque had de schat indertijd zelf weer meegenomen naar Molensloot. Ze hebben dus al die tijd verkeerd gezocht.
In het kasteel wordt een tentoonstelling geopend, waarbij alle overige trofeeën van het avontuur ter bezichtiging gesteld worden.

## Achtergronden
- Dit is tevens het eerste Kuifje-verhaal waarin geen echte tegenstander voorkomt. Maximus Vogel wordt genoemd, maar verschijnt niet in beeld en onderneemt niets tegen de helden.
- De onderzeeboot die professor Zonnebloem in dit boek uitvindt, kwam opnieuw voor in Kuifje en het Haaienmeer (1972), een verhaal dat in eerste instantie als tekenfilm verscheen. Het idee voor een miniduikboot in de vorm van een haai was geïnspireerd op tekeningen van een Amerikaans prototype van een miniduikboot in visvorm. De Brusselse krant Le Vingtième Siècle bracht overigens al in 1934 een bericht dat een heuse miniduikboot, voortbewogen met pedalen, was achtergelaten in een kanaal bij Brugge.[2]